# Pedro Tomás de Larrechea
Pedro Tomás de Larrechea (Santa Fe, julio de 1776 - agosto de 1848) fue un funcionario público argentino que ejerció varias veces el gobierno de la provincia de Santa Fe en carácter de interino o provisorio, durante el primer tercio del siglo XIX.

## Biografía
Estudió en el Colegio de San Carlos de Buenos Aires.
Durante varios años fue funcionario del cabildo de su ciudad natal, y se dedicó al comercio.
En 1810 era alcalde de primer voto y apoyó la Revolución de Mayo, lo mismo que el gobernador Prudencio de Gastañaduy. Pero la Primera Junta desconfiaba de este último, por ser español, y ordenó a Larrechea que lo suplantara. Algunas semanas después, fue suplantado por el militar porteño Manuel Ruiz, con cuyo gobierno colaboró activamente. Apoyó con los recursos del cabildo y con aportes propios de dinero la formación del ejército que, a órdenes de Manuel Belgrano, hizo la Expedición al Paraguay.
Apoyó la autonomía provincial bajo el sistema federal y al gobernador Francisco Candioti. Fue gobernador delegado por la enfermedad de éste, hasta su muerte, en el año 1814. Cuando el coronel Juan José Viamonte, que ocupaba la ciudad, decidió nombrar a su sucesor, se convirtió en el nuevo jefe de la fracción federal. De todos modos, y a pesar de la oposición de la mayoría de la población, el gobierno fue ocupado por Juan Francisco Tarragona, sostenido por las armas del ejército de Viamonte.
Apoyó la revolución de Mariano Vera – cuñado suyo – contra los porteños, y fue funcionario del gobierno federal. Su primera misión fue firmar el pacto por el que se rendía Viamonte, y que éste violó. También firmó un tratado con el general Eustaquio Díaz Vélez, por el que se reconocía la autonomía santafesina. Pero dado que el Director Supremo se negó a ratificarlo ese tratado, Santa Fe no participó del Congreso de Tucumán.
Participó en la firma de casi todos los sucesivos tratados que se establecían entre la provincia de Santa Fe y la de Buenos Aires, salvo el Tratado del Pilar. También firmó el Tratado de Benegas, de noviembre de 1820, uno de los "pactos preexistentes" mencionados en la Constitución Argentina de 1853.
Fue diputado por su provincia al fracasado congreso federal de Córdoba en 1821. Las cartas que envió desde allí al gobernador Estanislao López resultan muy útiles a los historiadores para conocer el proceso de ese congreso.
Desde 1822 fue ministro de hacienda de la provincia, y desde 1825 en adelante, Ministro General de Gobierno. Fue varias veces gobernador delegado de Estanislao López, y a su nombre firmó los pactos de octubre de 1827, el de octubre de 1829 y el Pacto Federal de enero de 1831, que formaron el sistema legal de la Confederación Argentina. Renunció a su cargo de ministro en febrero de 1833, quedando en su lugar Domingo Cullen. Junto con éste y con Pascual Echagüe, fueron los funcionarios más importantes del largo gobierno de López.
Se retiró a la vida privada, sostenido económicamente por los negocios de su hijo Caracciolo Larrechea, que más tarde se unió a los unitarios. Tras vivir algún tiempo en la provincia de Entre Ríos, falleció en Santa Fe en agosto de 1848.

## Honores
El pueblo de Larrechea, en la provincia de Santa Fe, recuerda a este prócer provincial.
Una calle del Barrio Alberdi de Rosario (Argentina) lo honra.